# Suchá dolina (Velká Fatra)
Suchá dolina je údolí ležící na východní straně pohoří Velké Fatry na Slovensku. Protéká jí říčka Revúca. 
Údolím prochází zeleně značený turistický chodník z Liptovské Revúce na Krížnou. Tato trasa začíná v části obce Vyšná Revúca jako zpevněná cesta; pokračuje údolím přes Hajabačku na rozcestí Rybovské sedlo, kde se napojuje na červenou značku směřující na Krížnou. Od Hajabačky vede též žlutá turistická značka směrem na Veterný vrch, Prašnicu, Valentovou a Horný Jelenec. Celá Suchá dolina je součástí národního parku Velká Fatra, kromě nejbližšího okolí říčky Revúce v nižších partiích. Pravý břeh říčky je v nižších partiích části ochranného pásma Národního parku Nízké Tatry.